# 2024年日向灘地震
2024年日向灘地震是指2024年8月8日16點43分发生于日本日向灘的一场地震。该次地震震中位于宮崎縣日南市东北约20公里的近海，震级为Mj 7.1级，震源深度约31千米，最大震度6弱。
该次地震震源位于南海海槽Z段，属逆斷層型地震。本次地震中，九州、四国以及中国地方中西部多地有明显震感，九州各地有15人在地震中受伤。由于本次地震位于预计的南海海槽特大地震震源区边缘并达到相关标准，气象厅因此發布自2019年南海海槽特大地震警戒机制后的首次“南海海槽地震临时”，等级为“注意巨大地震”。

## 构造背景
日本列岛地处欧亚大陆板块、北美洲板块、太平洋板块和菲律宾海板块四个板块的交界处，是组成环太平洋火山地震带的一部分。太平洋板块、北美洲板块和欧亚大陆板块、菲律宾海板块互相碰撞，使得日本列岛逐渐从海底突起，这使得日本附近地区火山、地震等自然灾害频发。
本次地震之震源日向灘位于九州岛东南近海，处于琉球海溝与南海海槽的交界处，是菲律宾海板块与阿穆尔板块交界中地震活动最活跃的地区之一。本次地震的震源机制解表明这次地震为逆斷層型，这也是日向滩一带最为常见的发震机制，但也有少数地震之机制为板块内部破裂:22。日向滩在过去曾发生过多次规模在M7.0级以上的大型地震，其中1662年发生的外所地震和1968年的另一场地震震级分别达到了Mj7.6和Mj7.5级，并引发了海啸。根据2022年日本地震调查研究推进本部关于日向滩及琉球海沟一带地震的一份评估报告显示，未来10年内日向滩一带发生Mj7.0至Mj7.5级地震的概率为40%，并有可能发生更大规模地震:18。

## 地震
地震发生于2024年8月8日日本时间16时42分。日本气象厅于16时43分03.7秒检测到地震波，并于5.7秒后向九州、中国和四国地方发出了紧急地震速报（警报）。日本气象厅测定本次地震之震级为Mj7.1级，震源深度31千米。本次地震中九州、四国、中国、近畿以及東海地方观测到日本氣象廳震度等級中1以上的震度，其中宮崎縣日南市观测到本次地震中最大之震度6弱和最大加速度403gal，宫崎县和鹿儿岛县亦有多地观测到5弱及以上的震度。韩国岭南地方的部分地区也观测到了修订麦加利地震烈度最高级别II（2）度或III（3）度的震动，韓國消防廳表示地震后接获庆尚北道等多地共25宗有感报告。
美國地質調查局发布的速报显示其测定的本次地震震级为MW7.1级，震源深度25千米，最大修订麦加利地震烈度为VII（7）度。美國地質調查局在地震后次日发布的DYFI页面显示，地震后收到39份震感报告，得出的本次地震最大烈度为VIII（8）度。
本次地震引发了小规模海啸，日本气象厅因此对宫崎县与大分县的日向滩沿岸、鹿儿岛县东部、种子岛、屋久島地方，以及高知县和爱媛县宇和海沿岸发布了海啸注意警报。其中宫崎市宫崎港观测到最大波高0.5米，海啸注意警报生效之多地亦观测到0.2米及以上的海啸。此外，海啸注意警报未生效之德岛县与和歌山县亦观测到0.1米高的海啸。本次地震亦导致九州岛多地出现日本气象厅長周期地震動階級2以上的长周期地震动，其中宫崎县都城市观测到最大震动阶级3。九州岛外的鳥取縣境港市与奄美群島中的喜界島亦观测到長周期地震動階級2。

### 各地震度
下表列出本次地震中震度达到日本气象厅地震烈度表中5弱及以上的市町村。
| 震度 | 都道府县 | 市町村                                                      |
| ---- | -------- | ----------------------------------------------------------- |
| 6弱  | 宫崎县   | 日南市                                                      |
| 5強  | 宫崎县   | 宮崎市 串間市 都城市                                        |
| 5強  | 鹿儿岛县 | 大崎町                                                      |
| 5弱  | 宫崎县   | 国富町 小林市 三股町 高原町 高鍋町 新富町                   |
| 5弱  | 鹿儿岛县 | 鹿屋市 垂水市 曾於市 東串良町 肝付町 鹿儿岛市 霧島市 姶良市 |

## 災情

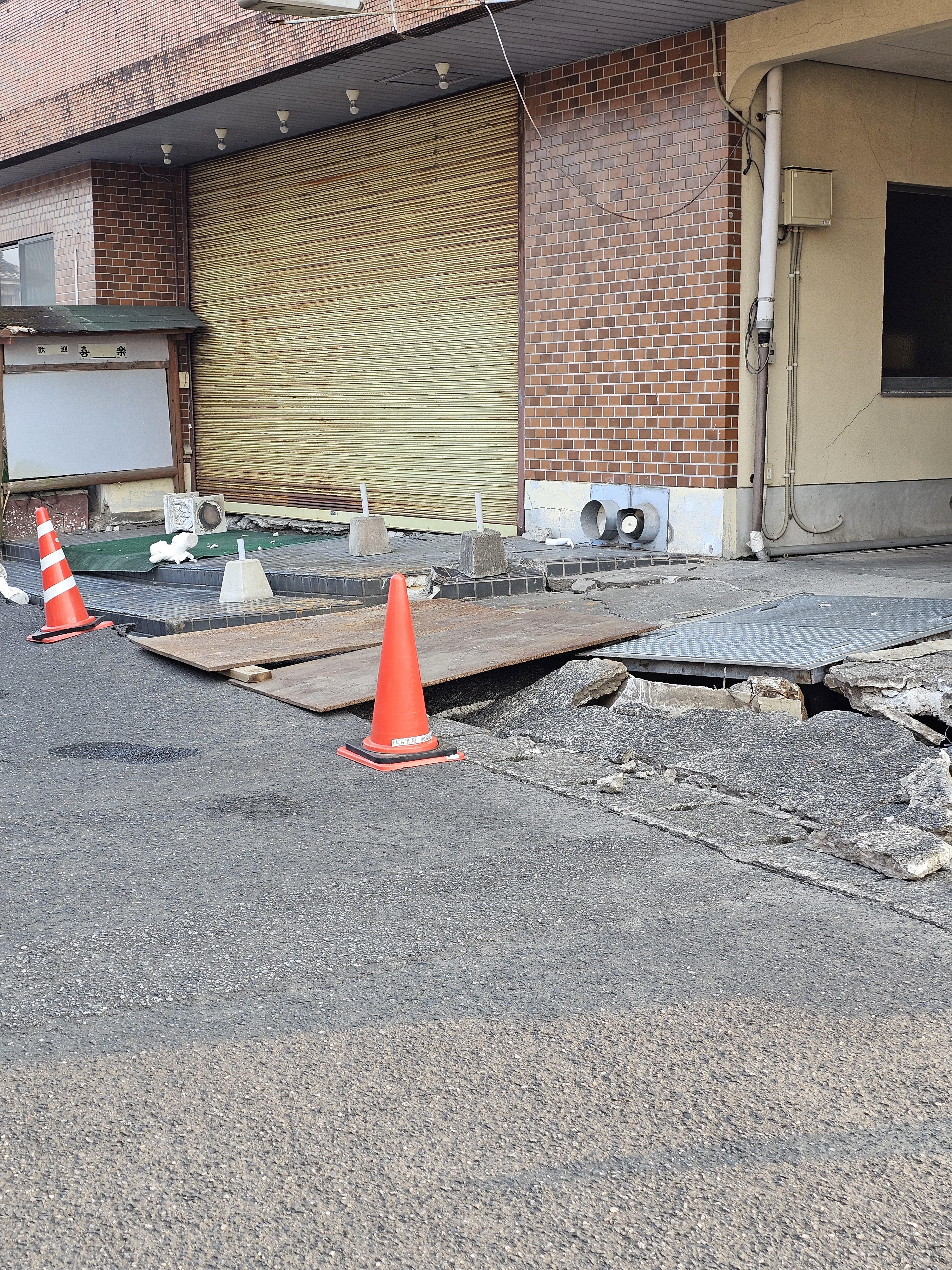
2024年8月8日地震造成的地面隆起（鹿儿岛县大崎町海宿）

截至当地时间8月11日16时，共有15人在地震中或避难时受伤，有18幢建筑物在地震中不同程度受损。距离震中最近的日南市有多处建筑或道路受损，当地著名景点之一鵜戶神宮有多个石灯笼倒塌，參道出现龟裂；飫肥城大手门的顶部有瓦片跌落。JR油津站附近的人行道地面出现隆起，市内亦有多起电线杆倒塌和塌方报告，国道220号出现落石导致一部分路段被迫封闭。NHK报导指日南市内有两人在地震中受伤。日南综合运动公园的体育馆是市内最主要的避难场所，但由于馆内出现墙壁剥落等情况导致场馆无法全部开放。宫崎市宮崎機場的机场大楼内有玻璃破裂，塔台的天井掉落致使工作人员被迫全员撤离。宫崎市内亦有多处建筑受损或倾斜，并有两人受伤。宫崎县内的都城市和日向市亦有人员受伤报告，其中日向市一50代男子在避难时从室外台阶上摔下，受重伤而被紧急送院。
鹿儿岛县亦有多起人员受伤和建筑受损报告。位于東串良町和肝付町的一石油联合工厂内有37个储油罐出现泄漏，所幸并未造成严重后果。志布志市志布志港附近山崖出现塌方，大崎町役场附近有一住宅在地震中倒塌，户主夫妇在倒塌前侥幸逃生，町内还有多起建筑物或相关设施受损的报告。霧島市有两位女性在地震中分别因在家中摔倒和在工厂中被物体击中背部而受伤送院，鹿屋市另有两人受伤。熊本縣亦有两人在地震中受伤，其中玉名市一70代女性在避难时摔倒致使足部骨折。
受地震影响，宫崎机场的塔台、滑行道和大楼部分设施受损，致使机场取消了当日的全部航班和次日的部分航班，共计19架次。由于正值盂兰盆节假期，部分旅客滞留机场，宫崎机场在完成整备后临时增发前往福岡機場和羽田机场的航班。铁道方面，山陽新幹線、九州新幹線和西九州新幹線受地震影响一度暂停服务，但不久后恢复。日南線、宮崎機場線和吉都線取消了地震当日的所有列车，日豐本線的延冈至鹿儿岛区间和肥薩線的吉松至隼人区间也终止了地震当日的列车服务。九州地区部分高速公路和一般道路也暂时封闭，但截至地震当日22时，除東九州自動車道和受落石影响的国道220号在日南市的部分路段外，其他均已恢复正常通行。

## 反应

### 日本当局
根据日本气象厅的“南海海槽地震临时”机制，当南海海槽地震监视区域发生超过Mj6.8级以上的地震后，日本气象厅将组织临时“南海海槽周边地震评估研讨会”以讨论是否需要发出与南海海槽特大地震相关的警告。地震发生后，该机制被首次启动，并在研讨会后于当地时间8月8日19时15分发出了等級为“注意巨大地震”的警告，指出南海海槽發生大型逆衝區地震的可能性“相对平时较高”，要求居民根据政府及当地自治体的指示进行防灾准备。虽然日本气象厅表示没有观察到地壳应变的异常变化，但警告将至少持续到8月10日。根据南海海槽地震临时信息机制，日本政府将包括東京都在内的29个一级行政区的707个市镇指定为可能受到强度为6级或以上的强烈地震和高度超过3米的海啸影响的地区，气象厅呼吁在警告生效期间居住在指定地区的人们遵從政府提供的防灾措施，在做好事先准备的前提下进行日常生活，并督促相关自治体完成防灾设施的预先检查，并建议有儿童、老人或肢体残疾人士的家庭考虑自愿撤离。
日本首相岸田文雄于8月9日上午出席了长崎的和平祈愿仪式。他原定于当日下午乘坐政府专机从长崎机场飞往哈萨克斯坦。但其于当日下午在长崎市召开记者会，称鉴于气象厅发布南海海槽大地震的提醒信息，宣布取消原定当天启程的中亚和蒙古外访。他认为应留在国内专注于做好危机管理工作。日本内阁官房长官林芳正则表示，日本政府正在对地震可能造成人员伤亡或严重财产损失进行评估，不过当局目前没有接获相关的报告。他同时呼吁受到地震影响地区的民众避免前往海边。
日本国土交通省气象厅地震火山部的官员警告称，未来一周时间，当地还可能发生强烈的余震。日本原子能管制委员会表示，九州岛和四国岛全部12座核反应堆，包括目前仍在运行的三座核反应堆都处于安全状态中。
日本政府地震调查委员会于9日召开临时会议，汇总了地震活动的评估结果，并指出据卫星观测显示，在宫崎县南部，向东南偏东方向发生了最大约13厘米的地壳变动。

### 各自治体、铁道及民间

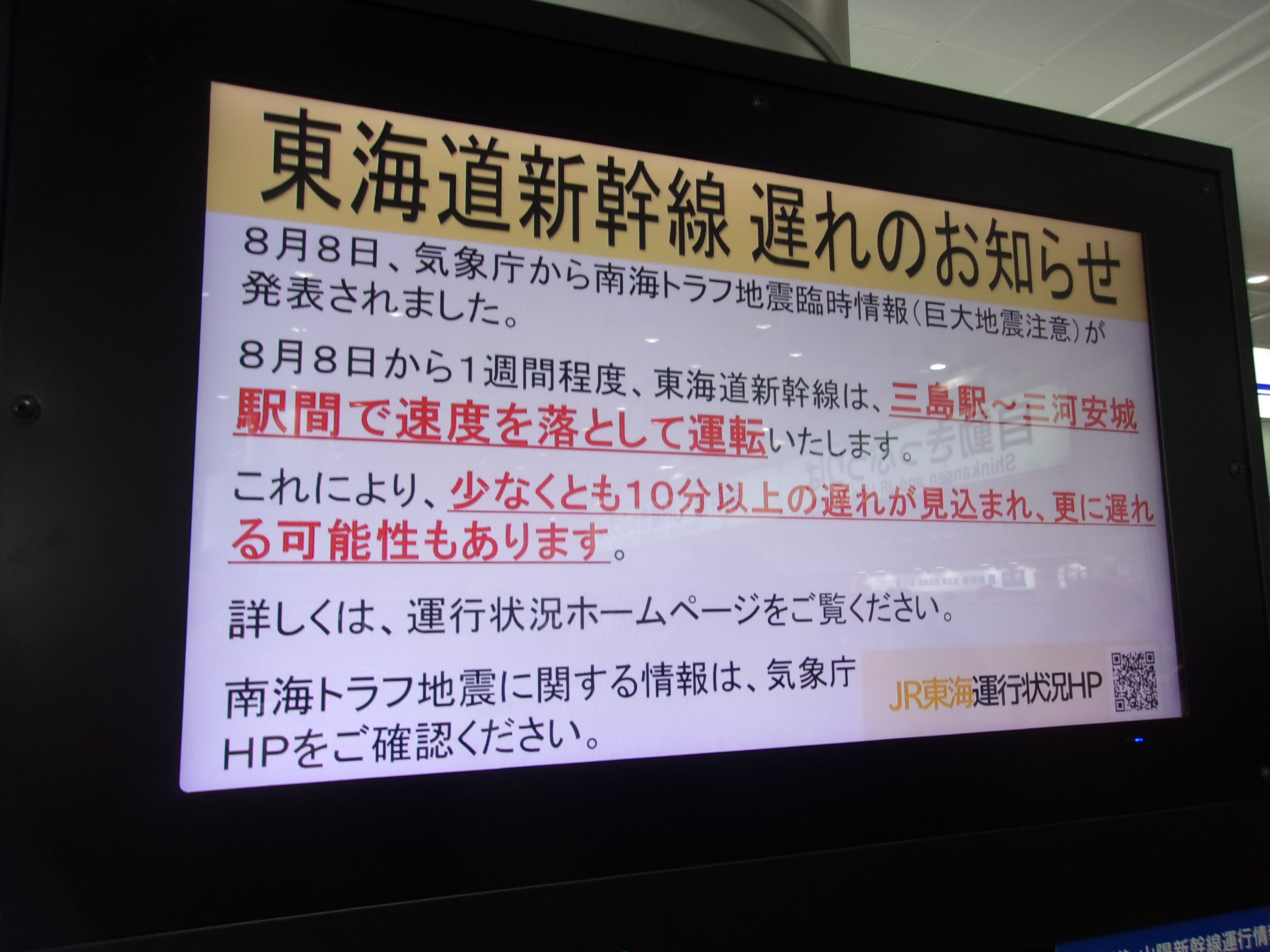
因日向滩地震发生后的地震警报信息，东海道新干线因速度减慢而延误的信息（日语版）

日本气象厅指定的预计震源区域中，包括日南市、宫崎市、神奈川縣平塚市和和歌山县白濱町在内的多个自治体在警报发出后实施了封锁海水浴場或禁止进入海中的限制措施，白滨町更是取消了预定的花火大会。高知市的夜來祭则在做好相关措施后正常进行，但有四支队伍在祭典开始前退出。
为响应南海海槽地震临时信息机制，東海旅客鐵道管内的東海道新幹線列车将在警报发出后未来一周内减速运行，另有特急伊那路号在内的三种特急列车将在未来数日至一周内停运。JR东日本、西日本、四国和JR九州管内的多条线路也将在未来的数日内减速运行与暂停特急服务，另外特急寢台列車出云号将在未来一段时间内停止运行。土佐黑潮鐵道的後免·奈半利線将于警告生效期间停止安艺至奈半利区间的服务，剩余区段将减速运行。
日本部分超市限制每户家庭购买12瓶两升装的瓶装饮用水以防止囤积，而网上购物网站对饮用水、应急厕所和保鲜食品的需求大幅增加。受该预警影响，九州地区受地震影响的多个县市报告有多起酒店预订被取消，仅宫崎一地就有至少150次取消预订。

## 余震
2025年1月13日21時19分，日本日向滩又发生一次MW 6.8或Mj 6.9地震。日本气象厅发布海啸注意报，並於21時55分發布第二次的南海海槽地震临时信息，之後於23時45分變更等級為「調查結束」。